# 쇠물닭

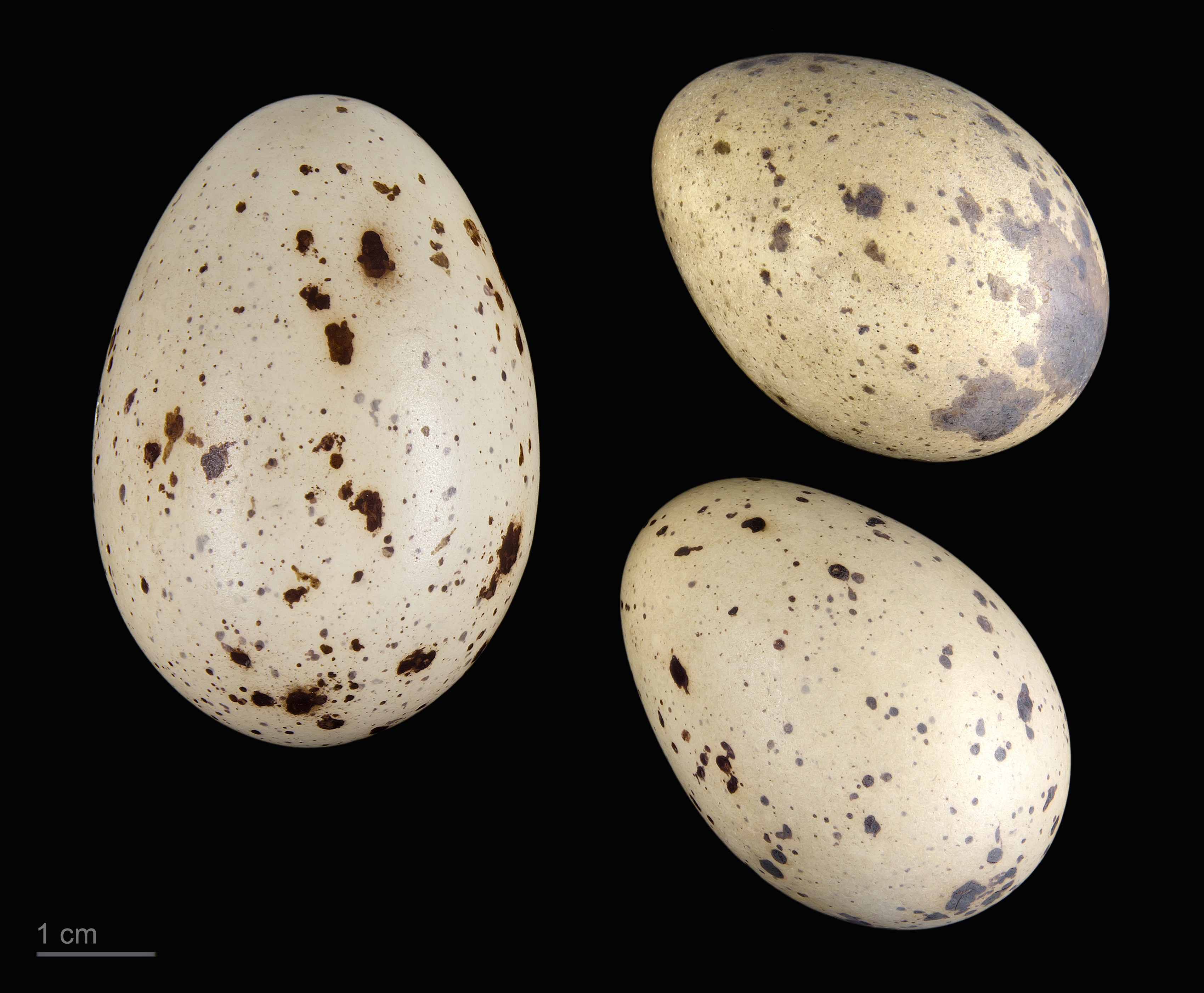
Gallinula chloropus

쇠물닭(영어: common moorhen, 학명: Gallinula chloropus)은 두루미목 뜸부기과의 조류이다.
쇠물닭은 식물이 풍부한 습지, 연못, 운하 및 기타 습지 주변에 산다.

## 특징

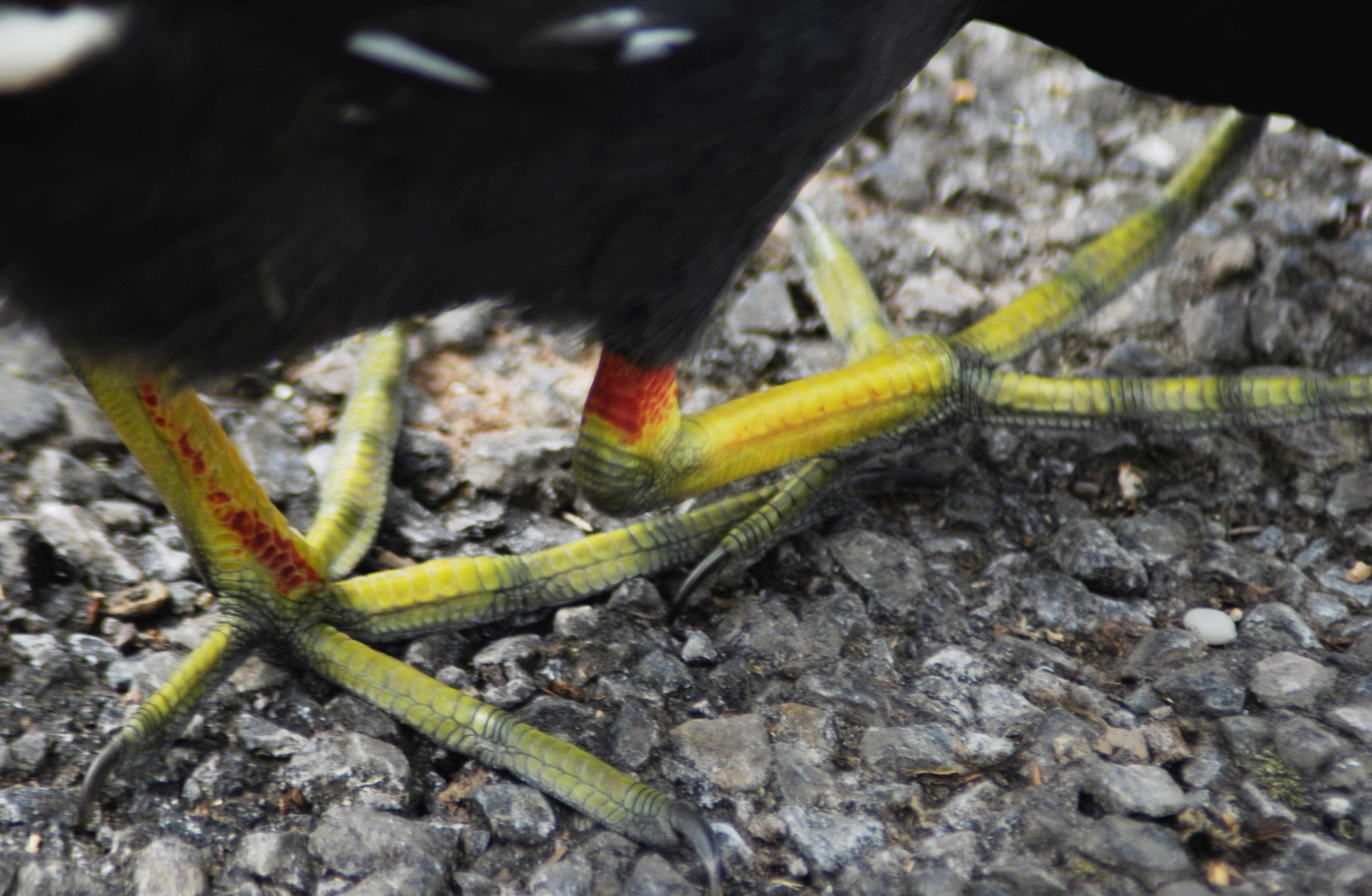

쇠물닭은 특유의 품종으로, 꼬리는 흰색이다. 다리가 노란색이고 이마판이 빨간색인 것과는 달리 깃털은 어두운 색이다. 새끼의 몸색깔은 갈색이고 이마판은 빨간색이다. 성체의 이마판은 둥글고 평평하다.
쇠물닭은 광범위하게 입 안을 가시며 위협을 받으면 시끄럽게 쉬익 소리를 낸다. 쇠물닭의 몸무게는 192~500g이다.

## 서식지
이것은 습지와 식물이 풍부한 호수에서 흔히 번식하는 새이다.
지도에는 표시되지 않았지만 호주 전역에서도 흔히 볼 수 있다.